# Bahnhof Røyken
Der Bahnhof Røyken ist ein Bahnhof im norwegischen Fylke Akershus.

## Lage
Der Bahnhof liegt 34,45 Kilometer von Oslo S entfernt auf einer Höhe von 117 moh. Er liegt an der Bahnstrecke Asker–Brakerøya, die seit dem 2. Juni 1973 nur noch bis Spikkestad führt. Diese Strecke ist Teil der Gamle Drammenbane, die am 3. Juni 1872 von Oslo V nach Drammen über Lierbyen eröffnet wurde. Seit der Eröffnung des Lieråsen tunnel 1973 und der Verlegung der Drammenbane besitzt die seither Spikkestadlinje genannte Strecke keinen Fernverkehr mehr. Es verkehren Lokalbahnzüge mit dichter Zugreihenfolge.

## Geschichte
Der am 7. Oktober 1872 eröffnete Bahnhof hieß zu dieser Zeit Røken. Diesen Namen behielt er bis zum 1. Juni 1919, als die Umbenennung in Røyken erfolgte.
Das Bahnhofsgelände liegt unterhalb des Klokkerskolen, der zuvor ein Skihang war, nahe der Kirche von Røyken. Der Bahnhof bestand aus einem Hauptgebäude mit Holzschuppen, einem Güterschuppen und einem Wasserturm. Die Gebäude wurden für insgesamt 3.250 Speciedaler versichert.
Der Bahnhof und der Güterschuppen wurden umgebaut, während der Holzschuppen 1960 und der Wasserturm 1963 abgerissen wurden. Das Wasser für die Dampflokomotiven wurde über eine separate Wasserleitung von einem Teich bei Hannestad, wo heute der Golfplatz liegt, zum Wasserturm gefördert.
König Karl IV. (in Schweden Karl XV.) wollte die feierliche Eröffnung vornehmen, daher war eine Königskrone mit den Initialen CXV sowie die Jahreszahl 1872 an einer Mauer neben der Station angebracht. Allerdings starb der König am 18. September 1872 und die Eröffnung wurde von Statsråd Nils Vogt durchgeführt.
Die Strecke selbst wurde als Schmalspurbahn mit der Spurweite 1067 mm errichtet und zwischen 1919 und 1922 durch eine dritte Schiene auf Normalspur erweitert. Dies geschah, damit ein Weiterbetrieb der Gesamtstrecke während der Umspurungsmaßnahmen möglich blieb. Im gleichen Zeitraum wurde die Strecke elektrifiziert. Dieses wurde am 26. November 1922 abgeschlossen.
Erster Bahnhofsvorsteher war Nils Peter Amundsen, sein Jahreslohn betrug 25 Speciedaler und 29 Skilling. Im ersten Betriebsjahr wurden 18.331 Reisende gezählt, 9.389 davon hatten als Ziel Drammen. Der Fahrpreis betrug 45 Øre in der 2. Klasse. Der Fahrpreis nach Kristiania betrug 80 Øre in der 2. Klasse.
Nachbarbahnhof war ab 1885 die Haltestelle (norwegisch Holdeplass) Spikkestad, die ab 1911 zum Bahnhof aufgewertet wurde. Ein weiterer Haltepunkt wurde 1933 in Hallenskog errichtet.
Am 1. Januar 1993 wurde der Bahnhof in eine unbediente ehemalige Abfertigungsstelle für Reisende (norwegisch Ubetjent tidligere ekspedisjonssted for reisende, Kurzzeichen u/p) umgewandelt. Im Dezember 1994 erfolgte eine weitere Änderung, nun wurde der Haltepunkt als Haltestelle mit intaktem Ladegleis, von dem keine Wagenladungen versandt werden können – norwegisch Holdeplass med intakt sidespor det ikke kan ekspederes vognlaster fra, Kurzzeichen hp(l) – bezeichnet. Dieses Ladegleis ist nicht mehr vorhanden.

## Heutiger Zustand

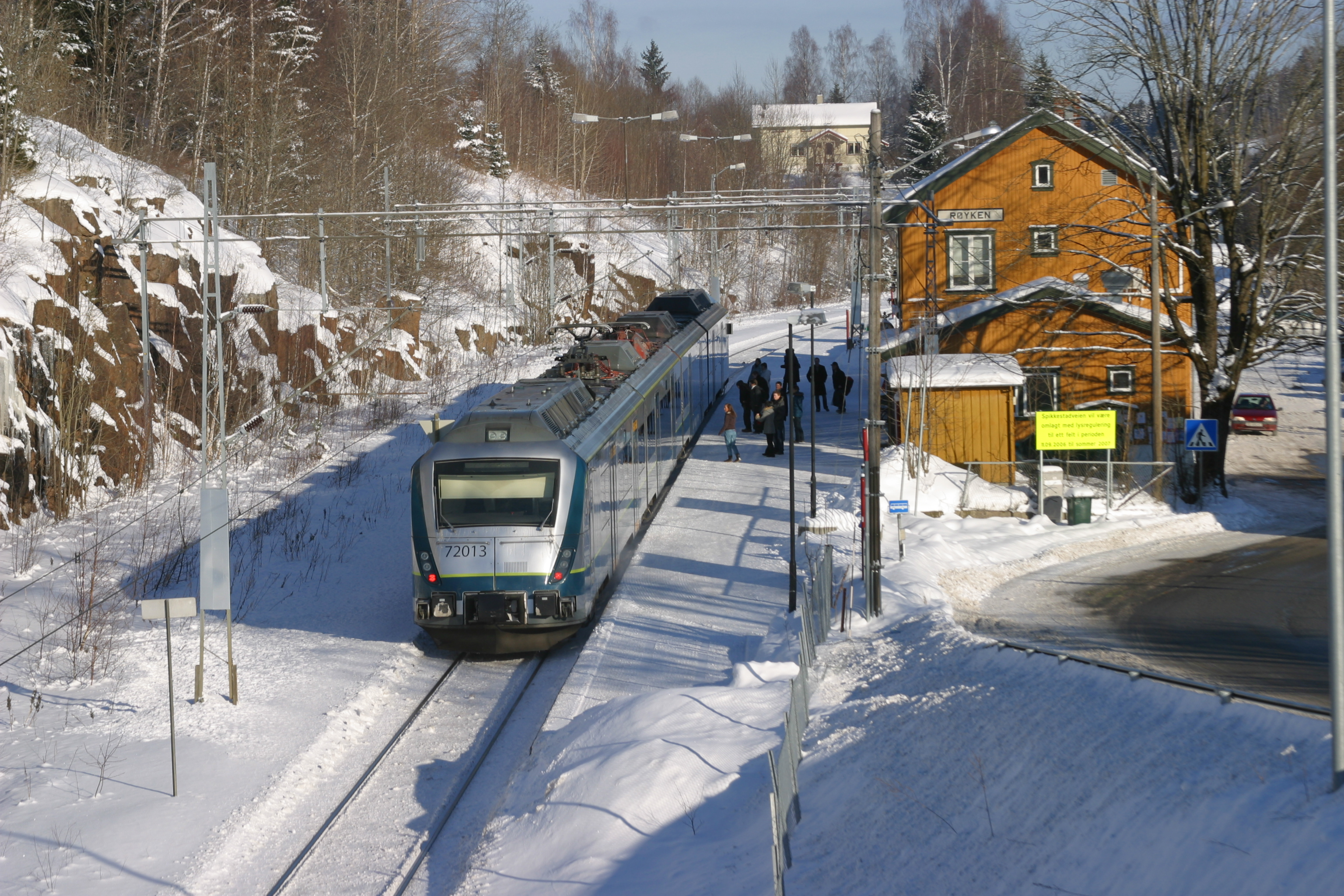
Triebwagen 72.013 in Røyken (2007)

Der Haltepunkt Røyken wird von der L1 der Norges Statsbaner zwischen Spikkestad und Lillestrøm bedient.
Røyken ist aus technischer und sicherheitstechnischer Sicht eine Haltestelle. Es gibt ein Bahnsteiggleis und keine Überhol- oder Kreuzungsmöglichkeit. Die Herabstufung von Røyken zur Haltestelle erfolgte mit der Umstellung der Spikkestadlinje auf Fernsteuerung.
Im Bahnhofsgebäude gibt es eine Pizzeria.